# Cattedrale di Elgin
La cattedrale di Elgin è una cattedrale cattolica in rovina sita ad Elgin, in Scozia.
Fondata nel 1224 la cattedrale è stata sede della diocesi di Moray fino alla Riforma scozzese del 1560. L'edificio fu abbandonato a favore della chiesa parrocchiale del paese e cadde in rovina a partire dal XVII-XVIII secolo. I primi lavori per la conservazione dell'edificio iniziarono nel XIX secolo. Nel 1995 i resti della cattedrale sono stati riconosciuti come monumento.

## Storia
Il 10 aprile 1224 papa Onorio III emanò una bolla pontificia per autorizzare lo spostamento della cattedra della diocesi di Moray dalla cattedrale di Spynie ad Elgin. Nello stesso anno iniziarono i lavori, conclusi dopo il 1242, per la realizzazione della cattedrale nei pressi di Elgin su un appezzamento di terreno appositamente ceduto da re Alessandro II di Scozia.

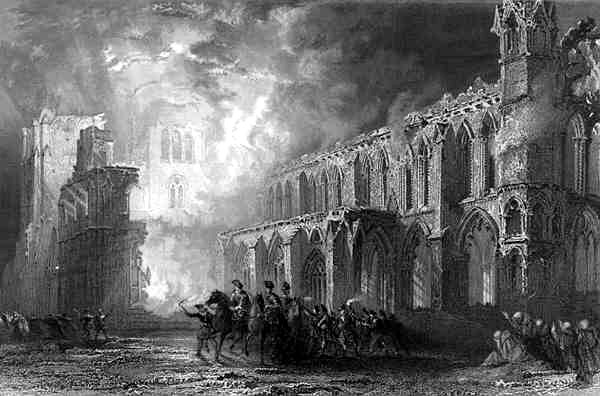
Ricostruzione di un incendio della cattedrale di Elgin realizzata nel 1837 da Thomas Allom.

La cattedrale sarebbe stata distrutta da un incendio una prima volta nel 1270 venendo ricostruita ed ampliata poco dopo, stando a quanto riportato dallo storico presbitero scozzese Giovanni di Fordun; i lavori dovrebbero esser stati conclusi entro lo scoppio della prima guerra d'indipendenza scozzese nel 1296. Pur rimanendo fondamentalmente integra durante le spedizioni inglesi guidate dai re Edoardo I nel 1296 e nel 1303 e Edoardo III nel 1336 la cattedrale sarebbe stata danneggiata nel corso dei decenni successivi, tanto da spingere il vescovio Alexander Bur a richiedere a papa Urbano V fondi per il restauro dell'edificio. A partire dal 1370 Bur iniziò a pagare una tassa di protezione ad Alessandro Stuart ma il rapporto tra i due si incrinò fino ad arrivare alla scomunica di Stuart nel 1390; forse in risposta alla scomunica Stuart iniziò la sua discesa e bruciò prima la città di Forres nel mese di maggio e poi Elgin, compresa la cattedrale, nel mese di giugno. Il vescovo si rivolse quindi a re Roberto III, fratello di Alessandro Stuart, che gli concesse un'annualità di 20 sterline, ricevendo anche fondi dalla Santa Sede per la ricostruzione della cattedrale.